# Цинантус трес-маріаський
Цинантус трес-маріаський (Cynanthus lawrencei) — вид серпокрильцеподібних птахів родини колібрієвих (Trochilidae). Ендемік Мексики. Вид названий на честь американського орнітолога Джорджа Ньюболда Лоуренса. Раніше він вважався підвидом синьогорлого цинантуса, однак був визнаний окремим видом.

## Опис
Довжина птаха становить 8-9 см. У самців верхня частина тіла бронзово-зелена з металевим відблиском, тім'я і лоб більш тьмяні. Горло бірюзово-зелене або смарагдово-зелене, груди зеленувато-бронзові, живіт темно-зелений, нижні покривні пера хвоста темно-сірі з білими кінчиками. Хвіст синювато-чорний, блискучий. Дзьоб довгий, дещо вигнутий, яскраво-червоний з чорним кінчиком. У самиць верхня частина тіла більш тьмяна, а нижня частина тіла сіра. Стернові пера синювато-чорні або зеленувато-чорні, біля основи бронзово-зелені, дві пари крайніх стернових пер мають білі кінчики.

## Поширення і екологія
Трес-маріаські цинантуси є ендеміками островів Лас-Трес-Маріас, розташованих біля узбережжя мексиканського штату Наярит. Вони живуть в сухих чагарникових заростях і рідколіссях. Живляться нектаром квітів, а також дрібними безхребетними.

## Збереження
МСОП класифікує стан збереження цього виду як близький до загрозливого. За оцінками дослідників, популяція трес-маріаських цинантусів становить від 1000 до 2500 дорослих птахів. Їм може загрожувати знищення природного середовища. поява на островах інвазивних хижаків і руйнівні урагани.